# Mailhoc
 Mailhoc  là một xã trong tỉnh Tarn thuộc vùng Occitanie ở miền nam nước Pháp. Xã này nằm ở khu vực có độ cao trung bình 293 mét trên mực nước biển.
Diện tích là 12,67 km2.
Sông Vère tạo thành một phần ranh giới phía dông, sau đó chảy theo hướng tây qua giữa thị trấn.